# Trophée des champions 2023 (handball)
Navigation
Trophée des champions 2022 Trophée des champions 2024
Le Trophée des champions 2023 est la douzième édition du Trophée des champions, compétition française de handball organisée par la Ligue nationale de handball. 
Le Paris Saint-Germain remporte son cinquième trophée aux dépens du HBC Nantes, tenant du titre.

## Équipes engagées
Deux équipes participent à cette compétition :
- le Paris Saint-Germain, champion de France ;
- le HBC Nantes, vainqueur de la Coupe de France (la Coupe de la Ligue ayant été arrêtée).

## Résultat
Rapidement dans la partie, le Paris Saint-Germain a su se détacher au tableau d'affichage et jouer les premiers rôles (5-2, 6e ; 15-10, 22e). Devant de trois longueurs à la mi-temps (17-14), le club de la capitale a remis un coup d’accélérateur à son moteur dès le retour des vestiaires (21-16, 36e). Appliqués jusqu’à la dernière seconde, les Parisiens l'emportent nettement, avec la manière, 35-25 et décrochent leur premier titre de la saison, le cinquième trophée des Champions de son histoire.
| 2 septembre 2023 20h00 | Paris Saint-Germain   | 35 - 25   | HBC Nantes            | Glaz Arena, Cesson-Sévigné |
| 2 septembre 2023 20h00 | Kamil Syprzak, 8 buts | (17 - 14) | Aymeric Minne, 5 buts | Glaz Arena, Cesson-Sévigné |
| 2 septembre 2023 20h00 | ×0 ×2                 | Rapport   | ×0 ×4                 | Glaz Arena, Cesson-Sévigné |